# آگنالدو ولنتاین
آگنالدو ولنتاین (انگلیسی: Agnaldo؛ زادهٔ ۲۸ سپتامبر ۱۹۵۸) بازیکن فوتبال اهل برزیل بود که در پست مهاجم بازی می‌کرد.